# Municipio disperso (Italia)
Un municipio disperso (en italiano, comune sparso) es, en la administración municipal italiana, un tipo de municipio italiano formado por núcleos alejados entre sí y cuya denominación de conjunto puede diferir de la fracción geográfica en la que se encuentra la sede municipal.

## Descripción
Hay en teoría dos tipologías que caracterizan al municipio disperso:
- Municipio con un nombre totalmente nuevo y diferente a las fracciones geográficas que la componen. Por ejemplo, el municipio disperso de Monrupino, compuesto por Col (sede municipal), Fernetti y Repen, sin que ninguno se llame Monrupino.[2]
- Municipio con el mismo nombre de una de las fracciones que lo compone aunque que no implica necesariamente que sea la sede municipal. Por ejemplo, Trevignano, que incluye las fracciones de Trevignano, Falzè, Musano y Signoressa, pero cuya sede municipal se encuentra en Falzè.[1][3]

En ocasiones los estatutos municipales no prevén capital alguna y la ubicación del ayuntamiento no se vincula a una localidad concreta. Es el caso, por ejemplo, del municipio de Ivano-Fracena, que no tiene capital alguna, y las oficinas municipales se sitúan simbólicamente a medio camino entre las dos localidades de Ivano y Facena.
En los mapas del Instituto Geográfico Militar italiano el nombre del "municipio disperso" se escribe horizontalmente y las letras se espacian para cubrir la mayor parte de las aldeas en cuestión. La localidad, destinada a ser la capital municipal, incluye entre paréntesis la mención (Sede Comunale).

### Valle de Aosta
La región autónoma del Valle de Aosta, bilingüe franco-italiano, tiene un número muy elevado de municipios dispersos, de los dos tipos mencionados anteriormente. Este es el caso, entre otros, del municipio de Valtournenche, cuya capital se llama Pâquier, o el de Émarèse, donde hay una aldea llamada así, mientras que el ayuntamiento se encuentra en la aldea Érésaz.

### Resia
Agrupación de municipios de la provincia de Udine.